# ناحیه کاستلو برانکو
ناحیه کاستلو برانکو (به پرتغالی: Distrito de Castelo Branco) یک منطقهٔ مسکونی در پرتغال است که در منطقه مرکزی واقع شده‌است. منطقه کاستلو برانکو ۶٬۶۷۵ کیلومتر مربع مساحت و ۲۲۵٬۹۱۶ نفر جمعیت دارد.